# Symfonie nr. 13 (Aho)
Kalevi Aho voltooide zijn Symfonie nr. 13 in 2003. De symfonie kreeg de subtitel Sinfonisia luonnekuvia. Het verwijst naar de opzet van deze symfonie; het is een muzikale beschrijving van een aantal karaktertrekken/stemmingen van mensen waaronder melancholie, gewelddadig, verdriet en teleurstelling. Het werk bestaat uit twee delen, die op zich weer zijn onderverdeeld in secties. Het is gebaseerd op muziek uit zijn opera Salaisuuksien kirja. De symfonie krijgt naar het slot toe Dmitri Sjostakovitsj-achtige trekjes en eindigt in het niets. 
Onderverdeling:
- I
  - Intoduzione
  - Allegro imperioso
  - Interludio I
  - Andante semplice
  - Interludio II
  - Moderato aristocratico
  - Presto irato
  - Andante morbido, adagiato
  - Allegro calcolatore
- II
  - Introduzione
  - Presto violenta e allegretto strisciante e accandiscente
  - Andante triste a rassegnato
  - Sunto e culminante (allegro clcolatore – allegretto ruffiano e con trombusca- moderato aristocratico – antande morbido – presto irato – semplice, malinconico – imperioso e violento)
  - Epilogo (adagio con amore allantanato – In modo proclamente)

De opdracht van het werk kwam van de Sibeliuszaal in Lahti vanwege haar lustrumviering. Daar vond op 17 maart 2005 de première plaats door het Symfonieorkest van Lahti onder leiding van Osmo Vänskä.
Aho schreef het werk voor groot symfonieorkest:
- 1 piccolo, 2 dwarsfluiten, 2 hobo’s, 1 althobo, 1 heckelfoon, 2 klarinetten, 1 basklarinet, 1 altsaxofoon, 2 fagotten, 1 contrafagot
- 4 hoorns, 4 trompeten, 3 trombones, 1 tuba
- 4 man/vrouw percussie, 1 harp, piano/celesta
- violen, altviolen, celli, contrabassen

Nr. 1 · Nr. 2 · Nr. 3 · Nr. 4 · Nr. 5 · Nr. 6 (1979-1980) · Nr. 7 Insectensymfonie · Nr. 8 · Nr. 9 · Nr. 10 · Nr. 11 · Nr. 12 Luostosymfonie · Nr. 13 · Nr. 14 Rituelen · Nr. 15
Alles Vergängliche (Orgelsymfonie)